# Гуменюк, Олег Анатольевич
Оле́г Анато́льевич Гуменю́к (укр. Олег Анатолійович Гуменюк; род. 3 мая 1983, Одесса) — украинский футболист, защитник.

## Биография

### Клубная карьера
Воспитанник одесской ДЮСШ-6. Первый тренер — Георгий Солонко. В ДЮФЛ выступал за одесские СК и «Юнга-Чёрное море». Затем выступал за любительский клуб «Балкан».
С 2001 года по 2007 год играл за молдавский «Шериф», в составе команды провёл 125 матчей и забил 6 мячей в чемпионате Молдавии. Вместе с командой становился чемпионом Молдавии, обладателем Кубка и Суперкубка Молдавии, а также победителем Кубка чемпионов Содружества. Вместе с командой выступал в еворокубках.
В сентябре 2007 года выступал в любительском чемпионате Украины за «Бастион» из города Ильичёвск. После играл в одесском «Черноморце». В чемпионате Украины дебютировал 20 октября 2007 года в выездном матче против запорожского «Металлурга» (0:2). Зимой 2010 года перешёл в «Бастион», который выступал во Второй лиге Украины.
В июле 2010 года подписал контракт по схеме «1+1» с симферопольской «Таврией». В июле 2014 года после распада «Таврии» перешёл в луцкую «Волынь».
В июле 2016 года покинул «Волынь». В августе 2016 года был заявлен за клуб ТСК-Таврия, выступавший тогда в чемпионате Крыма.
В 2020 году пожизненно дисквалифицирован Федерацией футбола Армении за участие в организации договорных матчей и лишён права заниматься любой деятельностью, связанной с футболом.

### Карьера в сборной
В составе молодёжной сборной Украины до 21 года провёл 12 матчей.

## Достижения
- Чемпион Молдавии (5): 2002/03, 2003/04, 2004/05, 2005/06, 2006/07
- Обладатель Кубка Молдавии: 2002/03
- Финалист Кубка Молдавии: 2003/04
- Обладатель Суперкубка Молдавии (3): 2004, 2005, 2006
- Обладатель Кубка чемпионов Содружества: 2003